# 1879
Évszázadok: 18. század – 19. század – 20. század
Évtizedek: 1820-as évek – 1830-as évek – 1840-es évek – 1850-es évek – 1860-as évek – 1870-es évek – 1880-as évek – 1890-es évek – 1900-as évek – 1910-es évek – 1920-as évek
Évek: 1874 – 1875 – 1876 – 1877 –  1878 – 1879 – 1880 – 1881 – 1882 – 1883 – 1884

## Események
- március 8. – Békéscsabán megnyílik az Alföld első állandó kőszínháza, a Jókai Színház.
- március 12. – A szegedi árvíz.[1]
- április 29. – Battenberg Sándor hesseni herceg I. Sándor néven Bulgária uralkodója lesz.[2]
- november 29. – XII. Alfonz spanyol király feleségül veszi Ausztriai Mária Krisztina főhercegnőt.[3]
- december 1. – megalakul Budapesten az Állami Középipartanoda, melyet december 7-én nyitottak meg ünnepélyes keretek között.
- december 24. – Jan Matejko lengyel festő megkezdi a Porosz hódolat című képét, a munkát 1882-ben fejezi be.
- Létrejön a kettős szövetség az Osztrák-Magyar Monarchia és Németország között.[4]

## Az év témái

### 1879 az irodalomban
- december 21. megjelenik Henrik Johan Ibsen Babaszoba című drámája.

### 1879 a tudományban
- december 31. Thomas Alva Edison először mutatja be nyilvánosan az általa feltalált elektromos fényforrást, a szénszálas izzólámpát.
- Gottlob Frege: Fogalomírás. A modern matematikai logika első más tudományokban is alkalmazható rendszerének megszületése.
- a védőoltás felfedezése
- Wilhelm Wundt megalapítja az első pszichológiai laboratóriumot. A tudományág születését is ettől datálják.

### 1879 a jogalkotásban
- Lásd: az 1879 a jogalkotásban című szócikkben.

## Születések
- január 1. – E. M. Forster író († 1970)
- január 1. – William Fox amerikai filmproducer, a 20th Century Fox stúdió egyik alapítója († 1952)
- január 2. – Bauer Rudolf olimpiai bajnok diszkoszvető († 1932)
- február 5. – Szabó Gusztáv magyar gépészmérnök, műegyetemi tanár, országgyűlési képviselő († 1963)
- február 8. – Glover Morrill Allen amerikai zoológus († 1942)
- február 24. – Hankóczy Jenő mezőgazdasági kutató, a "farinométer" feltalálója († 1939)
- március 3. – Klekl József magyarországi szlovén író (nem tévesztendő össze a politikus Klekl Józseffel) († 1936)
- március 14. – Albert Einstein elméleti fizikus († 1955)
- március 27. – Garbai Sándor szociáldemokrata politikus, a magyar Tanácsköztársaság egyik vezetője († 1947)
- április 4. – Trebitsch Ignác kalandor († 1943)
- május 15. – Alföldy Béla magyar orvos, országgyűlési képviselő († 1950 k.)
- május 25. – Dienes Valéria táncpedagógus, az első magyar női egyetemi tanár († 1978)
- május 31. – Hertelendy Miklós huszártiszt († 1962)
- június 6. – Fasching Antal geodéta mérnök († 1931)
- június 10. – Szabó Dezső író, kritikus, publicista († 1945)
- június 29. – Móricz Zsigmond író († 1942)
- július 9. – Ottorino Respighi olasz zeneszerző († 1936)
- július 9. – Friedrich Adler osztrák politikus, merénylő (Karl von Stürgkh osztrák miniszterelnök gyilkosa), lobbista és forradalmár († 1960)
- július 11. – Cholnoky László író, újságíró († 1929)
- július 19. – Móra Ferenc író, újságíró, muzeológus († 1934)
- július 28. – Lucy Burns az amerikai szüfrazsett mozgalom megalapítója és vezetője († 1966)
- augusztus 8. – Emiliano Zapata mexikói forradalmár († 1919)
- augusztus 23. – Berze Nagy János néprajzkutató († 1946)
- szeptember 1. – Balogh Rudolf fotóművész († 1944)
- október 26. – Fedák Sári színésznő, operett primadonna († 1955)
- november 1. – Teleki Pál földrajztudós, politikus, miniszterelnök († 1941)
- november 7. – Lev Davidovics Trockij bolsevik politikus († 1940)
- november 9. – Bory Jenő építész, szobrász († 1959)
- december 5. – Clyde Vernon Cessna amerikai repülőgépgyáros († 1954)
- december 18. – Paul Klee svájci festő, grafikus († 1940)
- december 20. – Kausz József plébános, író, költő († 1967)
- december 21. – Joszif Visszárionovics Dzsugasvili, későbbi mozgalmi nevén Sztálin, szovjet vezető († 1953)
- december 21. – Kéky Lajos irodalom- és színháztörténész, az MTA tagja († 1946)
- december 23. – Kreybig Lajos agrokémikus, talajtani kutató, az MTA tagja, Magyarország talajismereti térképezésének és a biológiai talajerőpótlás alkalmazásának elindítója († 1956)

## Halálozások
- február 23. – Csór Béla jogász, költő (* 1855)
- március 3. – Paál László festőművész (* 1846)
- március 4. – Martin Lajos matematikus, feltaláló (* 1827)
- március 21. – Csergeő Flóris katolikus pap, nyelvész, költő (* 1823)
- április 10. – Beck Károly költő (* 1818)
- április 16. – Bernadette Soubirous apáca, lourdes-i látnok (* 1844)
- május 7. – Charles De Coster belga író (* 1827)
- május 18. – Édouard Spach(wd) francia botanikus (* 1801)
- június 1. – Napóleon Lajos francia császári herceg („IV. Napóleon”) (* 1856)
- június 1. – Dobay Elek piarista rendi pap, tanár, költő (* 1804)
- június 5. – August Karl Krönig német fizikus (* 1822)
- június 20. – Csáky Alfonz magyar királyi pénzügyigazgatósági hivatalnok, költő (* 1841)
- július 7. – Wenckheim Béla, politikus, miniszterelnök (* 1811)
- július 15. – Kenessey Albert hajóstiszt, hajózási szakember, az MTA tagja (* 1828)
- szeptember 1. – Wenckheim László báró, politikus, mezőgazdász, lótenyésztő (* 1814)
- szeptember 3. – Csapó Vilmos honvéd ezredes (* 1798)
- november 5. – James Clerk Maxwell skót fizikus (* 1831)
- november 18. – André Giroux(wd) francia festő, fotográfus (* 1801)
- november 22.
  - Bocskay Tóbiás [[Minoriták[minorita rend]]i gimnáziumi tanár (* 1840)
  - Bónis Sámuel magyar országgyűlési képviselő (* 1810)
- december 25. – Faragó Kajetán minorita rendi szerzetes, költő (* 1812)